# 加藤暁子
加藤 暁子（かとう あきこ、1933年 - ）は、人形劇研究家。

## 主な経歴
東京生まれ。1955年東京大学文学部美学美術史学科卒業。人形劇団人形座に入団、1963年退座、人形劇団カラバス、おはなしきゃらばん、一寸座などで美術、演出、劇作などを担当。62年プラハ芸術アカデミー演劇学部人形劇科の聴講生として奨学金を得てチェコスロヴァキア(現在はチェコ)に留学。チェコ、ハンガリー、ルーマニア、ポーランドなど中欧や東欧を中心にヨーロッパの人形劇事情を学ぶ。
1965年頃から日本演劇教育連盟、子どもの文化研究所、横浜人形の家、埼玉県立衛生短期大学、聖徳大学などで非常勤講師。1970年度日本児童演劇協会賞受賞（海外人形劇作品の翻訳と演出に対して）、1979年度の論文「劇人形づくりからの出発」に対して日本演劇教育連盟演劇教育賞受賞。2008年『日本の人形劇 1867-2007』に対して日本児童文学学会特別賞受賞。
現在は、国際人形劇連盟会員、日本人形玩具学会委員、日本演劇教育連盟顧問、「人形劇を読み解く会」主宰。

## 著書
- 『ホップ・ステップ・ジャンプくん』新日本出版社　1969　のち創風社
- 『保育室の中の人形劇』童心社　1977　保育のアイデア
- 『人形の国のガリバーさん チェコの人形劇に学んで』1978　中公新書
- 『日本の人形劇 1867-2007』法政大学出版局　2007

## 共著
- 『幼児のための人形劇』龍沢友子共著　童心社　1979　保育のアイデア

## 翻訳
- ヘンリク・ユルコフスキ『知的冒険としての人形劇 オブジェクト・シアターへ』新樹社　1990

## 参考資料
- 日本の人形劇 - 1867-2007